# Клод Міллер
Клод Мілле́р (фр. Claude Miller; 20 лютого 1942, Париж — 4 квітня 2012, Париж) — французький кінорежисер, сценарист і продюсер.

## Життєпис
Клод Міллер народився 20 лютого 1942 року у Парижі в єврейській сім'ї. У 1961 році поступив до Інституту кінематографії (L'Institut des hautes études cinématographiques, IDHEC).
З середини 1960-х працював помічником режисера, беручи участь у зйомках фільмів Марселя Карне, Мішеля Девіля, Жана-Люка Годара. У 1976 році зняв свій перший повнометражний фільм «Найкращий спосіб маршування». За цей фільм режисера було номіновано на дві премії «Сезар» — як постановника і сценариста. За роки творчої активності був 15 разів номінований на премію «Сезар», з них сім разів як найкращий режисер, але отримав премію лише один раз — за сценарій стрічки «Під попереднім слідством» (1981). Стрічка Міллера «Зимові канікули» (1998) відмічена призом журі Каннського кінофестивалю. Виступав як актор у низці фільмів, поставлених Годаром, Франсуа Трюффо та іншими.
У 2007—2010 був президентом найбільшою французькою кіношколи La Fémis (колишня назва IDHEC). Протягом двадцяти років (1993—2012) очолював мережу Europa Cinemas, яка об'єднує артхаусні кінотеатри, що підтримують європейське кіно.
Помер від раку у Парижі 4 квітня 2012 року.

## Фільмографія

### Режисер
- 1967 — Джульєтта в Парижі / Juliet dans Paris (короткометражний)
- 1969 — Звичайне питання / La Question ordinaire (короткометражний)
- 1971 — Камілла / Camille ou la comédie catastrophique (короткометражний)
- 1976 — Найкращий спосіб маршування / La Meilleure Façon de marcher (номінація на премію «Сезар»)
- 1977 — Скажіть їй, що я її люблю / Dites lui que je l'aime (за романом Патриції Гайсміт)
- 1981 — Під попереднім слідством / Garde à vue (номінація на премію Сезар — перемога)
- 1983 — Смертельна поїздка / Mortelle randonnée
- 1985 — Нахабне дівчисько / L'Effrontée (Приз  Луї Деллюка, номінація на премію Сезар)
- 1988 — Маленька злодійка / La Petite Voleuse
- 1992 — Акомпаніаторка / L'Accompagnatrice
- 1994 — Усмішка / Le Sourire
- 1995 — Діти Люм'єра / Les enfants de Lumière
- 1995 — Люм'єр і компанія / Lumière et compagnie
- 1998 — Зимові канікули / La Classe de neige (за романом Емманюеля Каррера; премія журі Каннського МКФ)
- 2000 — Кімната чарівниць / La Chambre des magiciennes
- 2001 — Викрадення для Бетті Фішер / Betty Fisher et autres histoires (за романом Рут Ренделл)
- 2003 — Маленька Лілі / La Petite Lili (за Чайкою Чехова) (у конкурсній програмі Каннського фестивалю 2003 р.)
- 2007 — Сімейна таємниця / Un secret (номінація на премію Сезар}
- 2009 — Я щасливий, що моя мати жива / Je suis heureux que ma mère soit vivante (у співавторстві з сином, Натаном Міллером)
- 2011 — Подивіться, як вони танцюють / Voyez comme ils dansent
- 2012 — Тереза Д. / Thérèse D. (за романом Франусуа Моріака Тереза Дескейру)

### Сценарист
- 1969 — Звичайне питання / La Question ordinaire (короткометражний)
- 1971 — Фантазія серед худоби[fr] / Fantasia chez les ploucs
- 1971 — Камиілла / Camille ou la comédie catastrophique (короткометражний)
- 1976 — Найкращий спосіб маршування / La Meilleure Façon de marcher (номінація на премію «Сезар»)
- 1977 — Скажіть їй, що я її люблю / Dites lui que je l'aime
- 1978 — Черепаха на спині / La tortue sur le dos
- 1981 — На самий південь / Plein sud
- 1981 — Під попереднім слідством / Garde à vue (у співавторстві; премія Сезар за найкращий сценарій)
- 1985 — Нахабне дівчисько / L'Effrontée (номінація на премію Сезар)
- 1987 — Вітер паніки / Vent de panique
- 1988 — Маленька злодійка / La Petite Voleuse
- 1992 — Акомпаніаторка / L'Accompagnatrice
- 1994 — Усмішка / Le Sourire
- 1998 — Зимові канікули / La Classe de neige
- 2000 — Кімната чарівниць / La Chambre des magiciennes
- 2001 — Викрадення для Бетті Фішер / Betty Fisher et autres histoires
- 2003 — Маленька Лілі / La Petite Lili
- 2007 — Сімейна таємниця / Un secret (номінація на премію Сезар)
- 2009 — Я щасливий, що моя мати жива / Je suis heureux que ma mère soit vivante (у співавторстві з сином, Натаном Міллером)
- 2011 — Подивіться, як вони танцюють / Voyez comme ils dansent

### Продюсер
- 1975 — Історія Аделі Г. / L'histoire d'Adèle H.
- 1994 — Усмішка / Le Sourire
- 2009 — Marching Band (документальний)

### Актор
- 1967 — Дві або три речі, які я знаю про неї / 2 ou 3 choses que je sais d'elle —  Bouvard
- 1970 — Дика дитина / Enfant sauvage, L — пан Лемері
- 1976 — Комп'ютер для похоронів / L'ordinateur des pompes funèbres
- 1978 — Черепаха на спині / La tortue sur le dos — Пьер
- 2005 — Життя Мішеля Мюллера прекрасніше за вашу / La vie de Michel Muller est plus belle que la vôtre — Клод Міллер
- 2006 — Ідеальний друг / Un ami parfait — професор Андре Бат